# Teuvo Pakkala

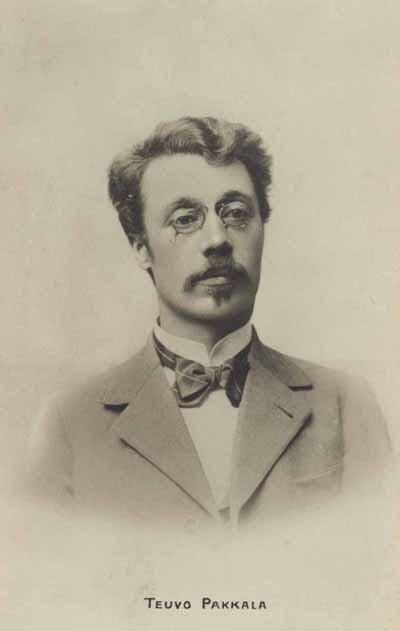
Teuvo Pakkala.

Teuvo Pakkala, ursprungligen Teodor Oskar Frosterus, född 9 april 1862 i Uleåborg, död 17 maj 1925 i Kuopio, var en finländsk författare.
Pakkala blev student från Uleåborgs (då) svenska lyceum 1882. Han räknas som en av den finska realismens mest karakteristiska företrädare. Hans tidigare böcker Lapsuuteni muistoja (Minnen från min barndom, 1885), Oulua soutamassa (1886; Tjärkarlar) och uleåborgsskildringen Vaaralla (1891) utmärkte sig genom sitt brett målande framställningssätt och sin ytterst detaljerade miljöbeskrivning. I romanen Elsa (1894) uppenbarade sig med rätt mycken styrka ett psykologiskt intresse, och detta lät efter hand den yttre världen träda tillbaka för den inre. Denna linje tillhör de barnpsykologiska studierna i novellsamlingen Lapsia (1895; Finska barn) och romanen Pieni elämäntarina (En liten levnadssaga, 1903).
Som dramatisk författare framträdde Pakkala med lustspelen Tukkijoella (Stockflottare, 1899) och Kauppaneuvoksen härkä (Kommerserådets oxe, 1901). Hans sista bok Pikku ihmisiä (Smått folk, 1913) innehöll hänförande noveller från barnvärlden. Hans folklustspel "Tukkijoella" uppfördes under titeln "Timmerflottare" och med musik av Oskar Merikanto i Stockholm på Skansens friluftsteater 1914 och (i fullständigare skick) 1925.

## Böcker på svenska
- Tjärkarlar: folklifsbilder från norra Österbotten (ill. Louis Sparre, översättning Arkadius (det vill säga A.J. Sarlin), Söderström, 1895) (Oulua soutamassa)
- Elsa (öfversättning af H. Lbg. (det vill säga Hanna Lindberg) efter en bearbetning af författaren, Söderström, 1895) (Elsa)
- Finska barn (översättning Nils Hagman, Hökerberg, 1942). Utgiven i Finland med titeln Barn äro små människor (Lapsia)